# Charlotte Mineau
Charlotte Mineau (née le 24 mars 1886 à Escanaba dans l'état du Michigan, et morte à Los Angeles le 12 octobre 1979) est une actrice américaine du cinéma muet qui tourna avec Charlie Chaplin, les Marx Brothers et Laurel et Hardy.

## Filmographie
- 1915 : Charlot débute
- 1915 : Sweedie Goes to College (en)
- 1915 : Charlot au music-hall
- 1916 : Charlot chef de rayon
- 1916 : Charlot musicien
- 1916 : Charlot patine
- 1917 : Charlot policeman
- 1919 : Le Roman de Daisy (Carolyn of the Corners) de Robert Thornby
- 1922 : Love Is an Awful Thing de Victor Heerman
- 1924 : Le Bonheur en ménage
- 1926 : Baby Clothes (en)
- 1926 : Le Mariage de Laurel (Get 'Em Young) de Fred Guiol et Stan Laurel
- 1926 : Scandale à Hollywood
- 1927 : Un Ancien flirt
- 1927 : Poursuite à Luna-Park
- 1931 : Monnaie de singe
- 1931 : Beach Pajamas (en) de William Goodrich